# Jaroslav Hilbert
Jaroslav Hilbert (Louny, 19 gennaio 1871 – Praga, 10 maggio 1936) è stato uno scrittore e drammaturgo ceco.

## Biografia

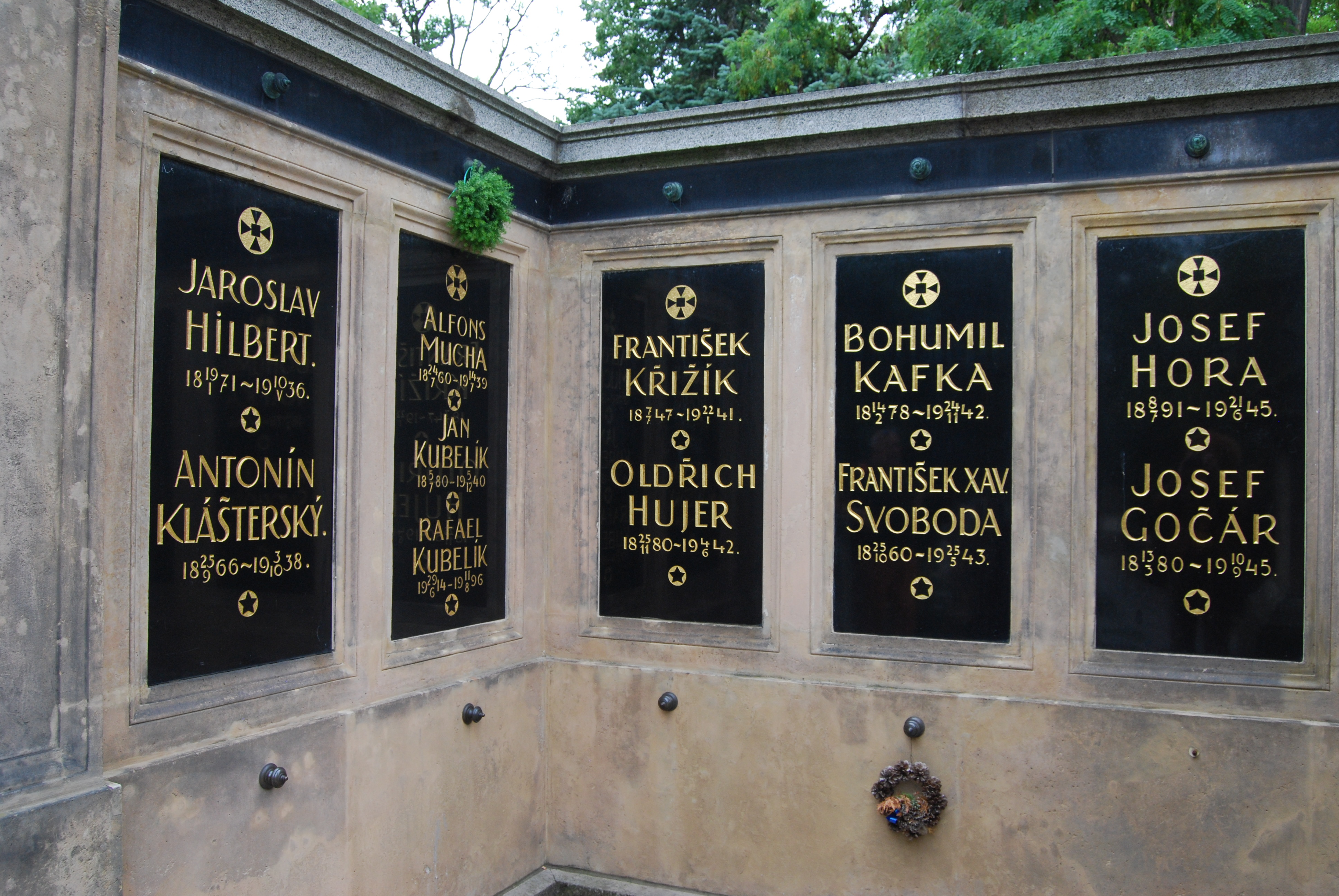
Tomba comune dei giganti nazionali. Slavín (tomba). Cimitero di Vyšehradský. Praga.

### Vita
Nacque in una famiglia agiata, con il padre avvocato ed il fratello architetto.
Laureatosi nel 1889 in ingegneria meccanica all'Università di Praga, dopo un biennio di attività tecnica presso le industrie praghesi, si dedicò alla letteratura.
Durante la sua carriera collaborò con svariate riviste letterarie, tra le quali Venkov ("Rurale"), Zlatá Praha ("L'oro di Praga") e Moderní revue ("Moderna recensione").
Assieme a Karel Hugo Hilar  fondò il Kruhu českých spisovatelů ("Circolo di scrittori cechi").
Compì numerosi viaggi attraversando l'Europa, dall'Inghilterra alla Russia, soggiornando anche in Italia.

### Carriera letteraria
Hilbert è ritenuto dalla critica letteraria uno dei più importanti letterati cechi attivi a cavallo dell'Ottocento e del Novecento, e grazie alla grande e profonda varietà e originalità dei contenuti delle sue opere e delle continue ricerche innovative dal punto di vista stilistico, i drammaturghi cechi moderni si sono notevolmente ispirati ai suoi lavori.
Pur dedicandosi a vari generi letterari, quali ad esempio la prosa della raccolta intitolata Lili a jiné povídky ("Lili ed altri racconti", 1900), Hilbert espresse il meglio della sua creatività nel teatro, realizzando complessivamente ventidue drammi, tragedie e commedie.

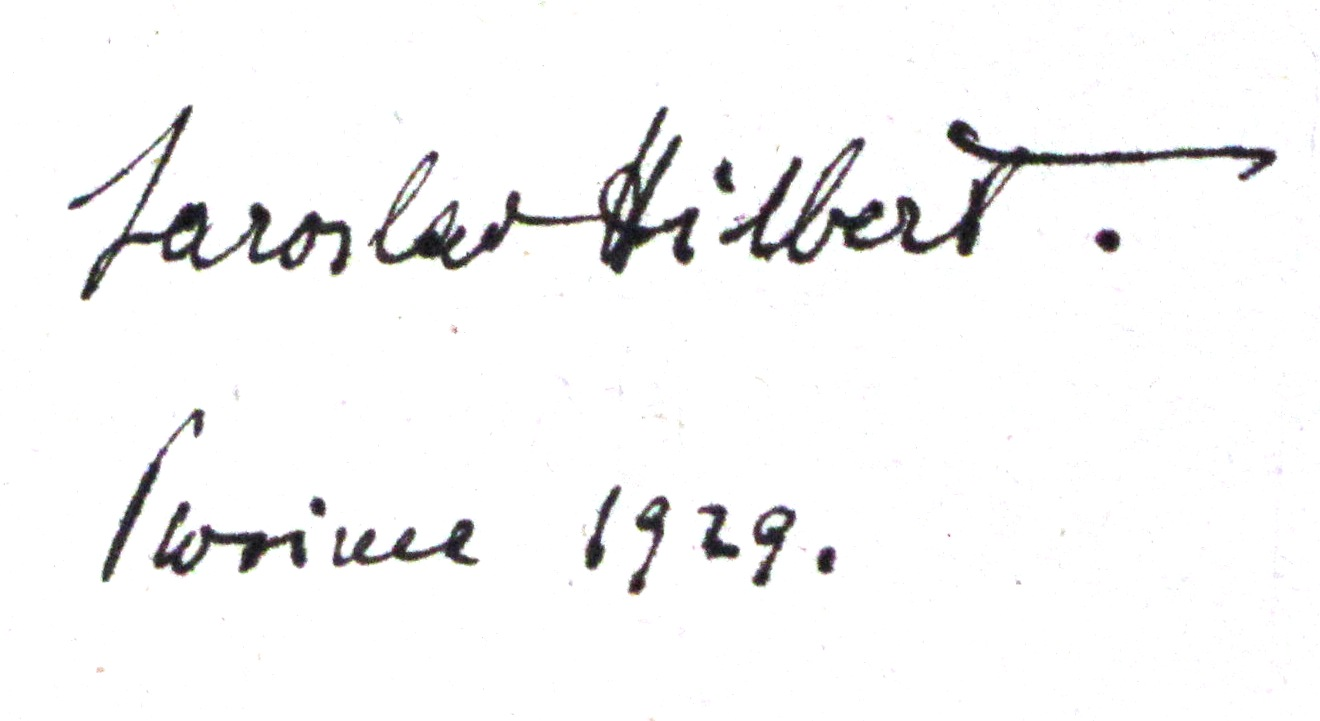
Autografo di Jaroslav Hilbert

Nei suoi drammi, Hilbert aderì, talvolta, alla corrente ibseniana, come in Vina ("La colpa", 1896), incentrata su argomenti sociali, relazionali interpersonali ed affettivi, grazie ai quali l'autore ci fornì un dettagliato, acuto e amaro quadro completo dell'etica e della morale ottocentesca.
Invece in altri lavori, quali Psanci ("I proscritti", 1899), si accostò a gusti simbolisti e naturalistici, oppure a tecniche di avanguardia teatrale per descrivere eventi storici e politici, ben espresse in Falkeštein (1903), Kolumbus ("Colombo", 1915), Hnízdo v bouři ("Il nido nella tempesta", 1919), opere i cui temi si basarono sulle dinamiche sociali e relazionali.
Hilbert, nel suo spaziare da una tematica all'altra, focalizzò la sua attenzione e la sua analisi anche su argomenti religiosi ispirati dalla Bibbia, come evidenziarono Druhý břeh ("La seconda sponda", 1924), Prapor lidstva ("Il  vessillo dell'umanità", 1926) e Job ("Giobbe", 1928), nei quali Hilbert difese i valori tradizionali cristiani non risparmiando invece critiche al materialismo ed al socialismo, in un periodo storico nel quale avanzavano tendenze innovatrici portate dal mondo della scienza, della tecnologia e dell'economia.

## Opere

### Drammaturgia
- Vina, (1896).
- O boha, (1898).
- Psanci, (1899).
- Falkenštejn, (1903).
- Česká komedie, (1907).
- Patria, (1911).
- Kolumbus, (1915).
- Jejich štěstí, (1916).
- Hnízdo v bouři, (1917).
- Podzim doktora Marka, (1922).
- Domů, (1923).
- Druhý břeh, (1924).
- Prapor lidstva, (1926).
- Job, (1928).
- Irena, (1929).
- Třídič štěrku, (1930).
- Blíženci, (1931).
- Let královny, (1932).
- Sestra, (1933).

### Prosa
- Lili a jiné povídky, (1901).
- Rytíř Kura, (1911).
- Léto v Indii, (1915).
- Dům na náměstí, (1922).
- O dramatu, (1913).